# Peñaranda de Duero
Peñaranda de Duero es un municipio y localidad española de la provincia de Burgos, en la comunidad autónoma de Castilla y León. El término municipal tiene una población de 464 habitantes (INE 2024).

## Historia

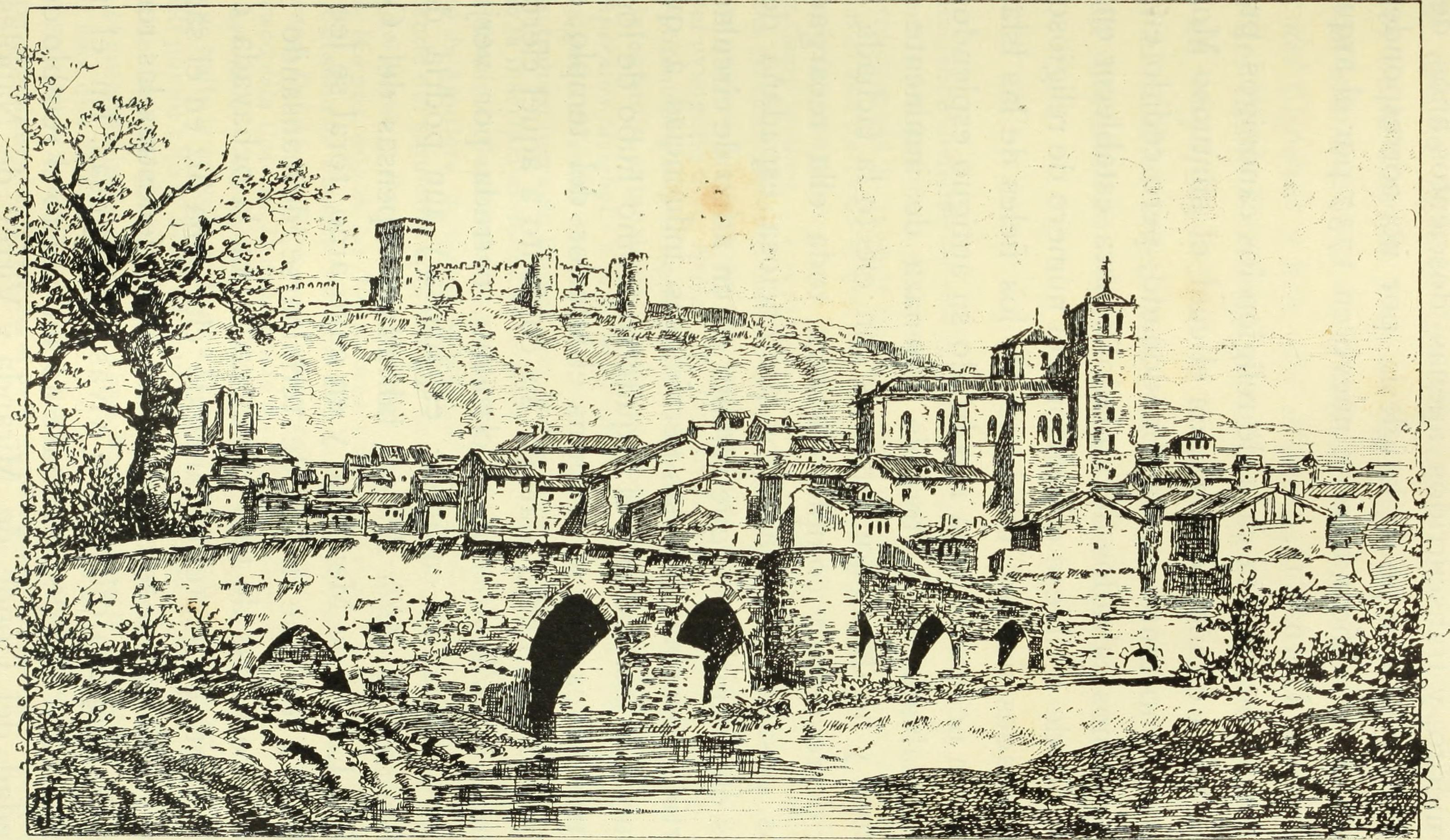
Vista de Peñaranda de Duero

Sus tierras fueron pobladas por arévacos y vascones. En el siglo X es reconquistada a los musulmanes y su castillo hace de frontera con las huestes musulmanas al otro lado del río Duero. En el siglo XI se la cita como parte del distrito de Clunia. Posteriormente, formará parte del de San Esteban de Gormaz. Fueron señores de la villa, sucesivamente, el infante don Pedro, hijo de Sancho IV, y su esposa, María de Aragón, para pasar durante el reinado de Alfonso XI a manos de la Casa de Avellaneda. Tras el matrimonio de Aldonza de Avellaneda con Diego López de Zúñiga en el siglo XV, que unía los dos linajes, sus descendientes ostentarán el título de duques de Peñaranda.
A mediados del siglo XIX, la villa tenía contabilizada una población de 681 habitantes. Aparece descrita en el decimosegundo volumen del Diccionario geográfico-estadístico-histórico de España y sus posesiones de Ultramar de Pascual Madoz de la siguiente manera:

PEÑARANDA DE DUERO: v. con ayunt. en la prov., and. terr. y c. g. de Búrgos (14 leg.), part. jud. de Aranda de Duero (3), dióc. de Osma (7). sit. al S. de una elevada cumbre, en medio de la cual hay un castillo arruinado; su clima es desigual; sus enfermedades mas comunes las tercianas y cuartanas durante el otoño. Tiene 260 casas; la de ayunt.; un gran palacio; un hospital para pobres; un convento de monjas franciscas en número de 5, y otro de carmelitas descalzos, todo propiedad y patronato de los condes de Miranda. Hay una iglesia colegial parroquial (Ntra. Sra. del Rosario), con un cabildo compuesto de 19 prevendados, abad mitrado con jurisdiccion vere nullius, 4 dignidades, 4 canónigos, 7 racioneros y 6 capellanes, si bien en el dia solo existe el abad, 4 dignidades, 2 canónigos, 2 racioneros y 2 capellanes. Estramuros de la pobl. se ve una cuesta muy espaciosa dedicada á Ntra. Sra. de los Remedios, patronato tambien de los condes de Miranda. Confina N. Arandilla; E. Brazacorta; S. Lanza, y O. Zazaon. El terreno es muy estenso y de mediana calidad: por él corren las aguas del Arandilla y Pilde. Los caminos son locales: recibe la correspondencia de Aranda de Duero, por balijero. prod.: granos, legumbres, vino y cáñamo; cria ganado de todas clases, con especialidad lanar; caza de varios animales y pesca de truchas. ind.: 4 molinos haharineros. comercio: estraccion de vino, importándose los art. que faltan. pobl.: 109 vec., 681 almas. cap. prod.:2.214,800 rs. imp.: 223,415. contr.: 36,471 rs. 10 mrs.
(Madoz, 1849, p. 788)

## Demografía
Peñaranda de Duero cuenta con una población de 464 habitantes (INE 2024).
| Gráfica de evolución demográfica de Peñaranda de Duero entre 1842 y 2021 |
| |
| Población de derecho según los censos de población del INE. Población de hecho según los censos de población del INE.Entre el censo de 1857 y el anterior, crece el término del municipio porque incorpora a Casanova. |

En la actualidad el término municipal, además de la localidad de Peñaranda de Duero, cuenta con el barrio de Casanova, situado a tres kilómetros del núcleo urbano principal.

## Patrimonio

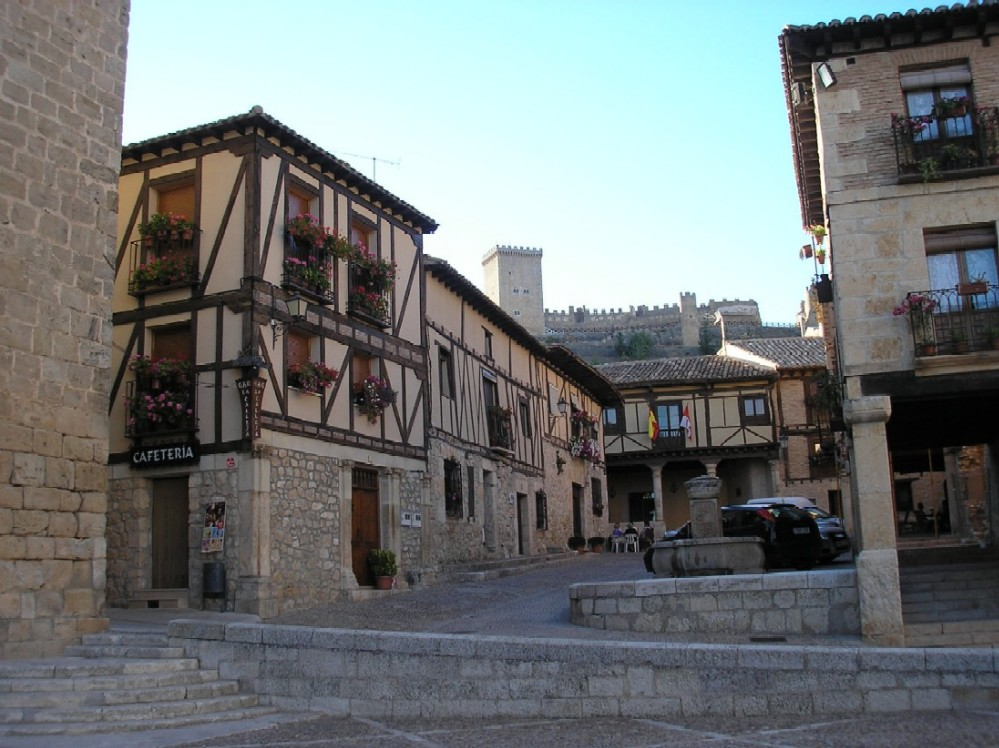
Plaza con el castillo al fondo

- Castillo de Peñaranda de Duero: original del siglo X, construido con motivo de la repoblación, por Fernán González; fue reformado completamente en el siglo XV. Se levanta airoso vigilando la villa; la torre del homenaje inmutable destaca sobre los restos de muralla. Desde la altura hay una magnífica vista del caserío sobre el que se levanta imponente la silueta de la iglesia Santa Ana, y, al fondo, la vega del Arandilla. Fue declarado Bien de Interés Cultural en la categoría de Monumento el 3 de junio de 1931.[6]
- Muralla: Se conservan dos de las tres puertas de la muralla que se construyó en el siglo XV.
- Palacio de los Condes de Miranda o de Avellaneda: construido en el siglo XVI por encargo de Francisco de Zúñiga Avellaneda y Velasco, tercer conde de Miranda del Castañar, en él pudo trabajar Francisco de Colonia. La portada luce el escudo de los Zúñiga entre tenantes y en su interior, traspasando el zaguán de entrada, se abre un elegante patio señorial con galería doble, desde el que se accede a las habitaciones nobles bellamente decoradas con espléndidos artesonados. En el Salón de Embajadores preside una elegante chimenea de estucos y destaca ahí por su originalidad una galería para los músicos. Vecina al palacio preside, en el centro de la plaza, una picota o rollo jurisdiccional de elegantes líneas góticas. Fue declarado Bien de Interés Cultural en la categoría de Monumento el 3 de junio de 1931.[6]

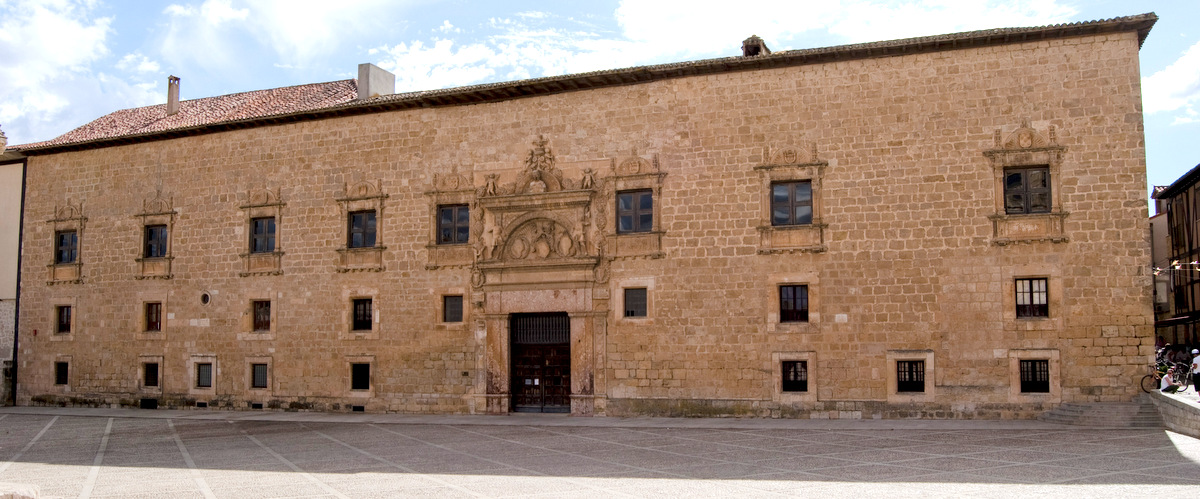
Palacio de los Condes de Miranda o Palacio de Avellaneda.

- Iglesia de Santa Ana: excolegiata, comenzada en 1540, con portada barroca. En el interior hay un retablo neoclásico que presenta en altorrelieve a la santa titular, obra de Alfonso Bergaz, y coro tallado en nogal. En la portada cuenta con tres bustos romanos de Clunia.

|                               |
| Iglesia. Vista frontolateral. |

|                       |
| Portada de la iglesia |

|                                     |
| Detalle de la portada de la iglesia |

- Convento de San José del Carmen, fue levantado en el siglo XVI.
- Botica: farmacia de los Jimeno del siglo XVII que cuenta con museo. Hoy en día sigue en funcionamiento, es una de las más antiguas de España. Fue declarada Bien de Interés Cultural en la categoría de Monumento el 20 de marzo de 2007.[6]
- Rollo: fue declarado Bien de Interés Cultural en la categoría de Monumento el 3 de junio de 1931.[6]

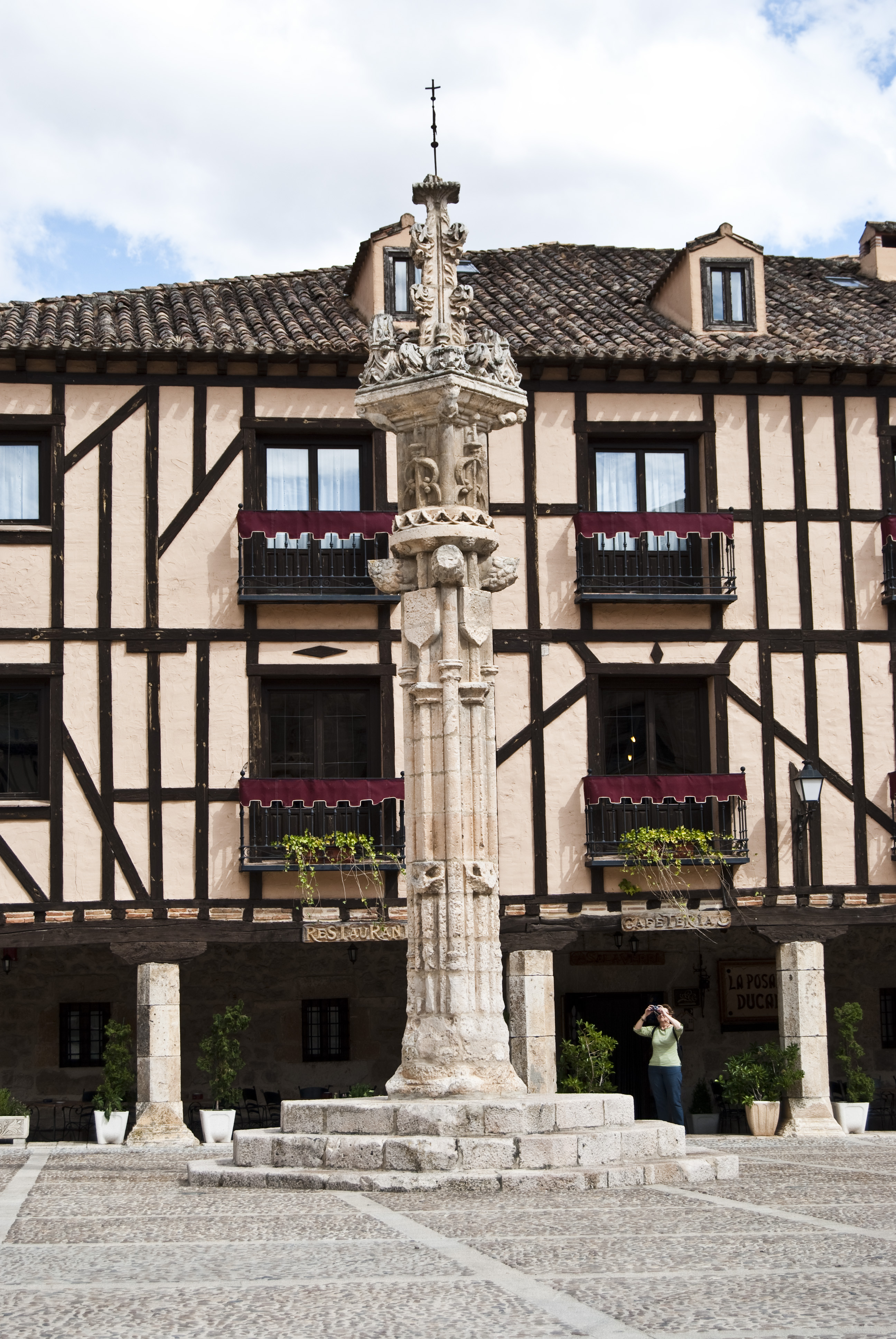
Rollo de jurisdicción en la plaza mayor

- Ermita de la Virgen de los Remedios.